# Cyril Frankel
Cyril Frankel (Stoke Newington, Londres, 28 de desembre de 1921) és un director anglès de televisió i cinema.

## Filmografia

### Televisió
- 1968: The Avengers Temporada 6 episodi 6 George i Fred
- 1969: Departement S episodis núm. 1, 6, 8, 13, 14, 18, 20, 26 i 27
- 1970: UFO episodi 24 Timelash
- 1970: Randall and Hopkirk - deceased, episodis núm. 1, 12, 17, 21, 23 i 24

### Cinema
- 1950: Explorers of the Depths
- 1950: Eagles of the Fleet
- 1951: Wing to Wing
- 1953: The Nutcracker
- 1953: Man of Africa (documental)
- 1954: Make Me an Offer
- 1955: It's Great To Be Young
- 1957: No Nime for Tears
- 1958: She Didn't Say No!
- 1958: Alive and Kicking
- 1960: Scheidungsgrund: Liebe
- 1960: Never Take Sweets From a Stranger
- 1960: School for Scoundrels (va reemplaçar Robert Hamer en el rodatge).
- 1961: Don't Bother to Knock
- 1961: On the Fiddle
- 1963: The Very Edge
- 1966: The Witches o The Devil's Own
- 1967: The Trygon Factor
- 1975: Llicència per matar (Permission to Kill)
- 1990: Eine frau namens Harry

## Premis i nominacions
Nominacions
- 1954: Gran Premi del Jurat per Man of Africa